# 丹後郵便局
丹後郵便局（たんごゆうびんきょく）は、京都府京丹後市丹後町間人（たいざ）2770-2にある郵便局。民営化前の分類では集配特定郵便局であった。

## 沿革

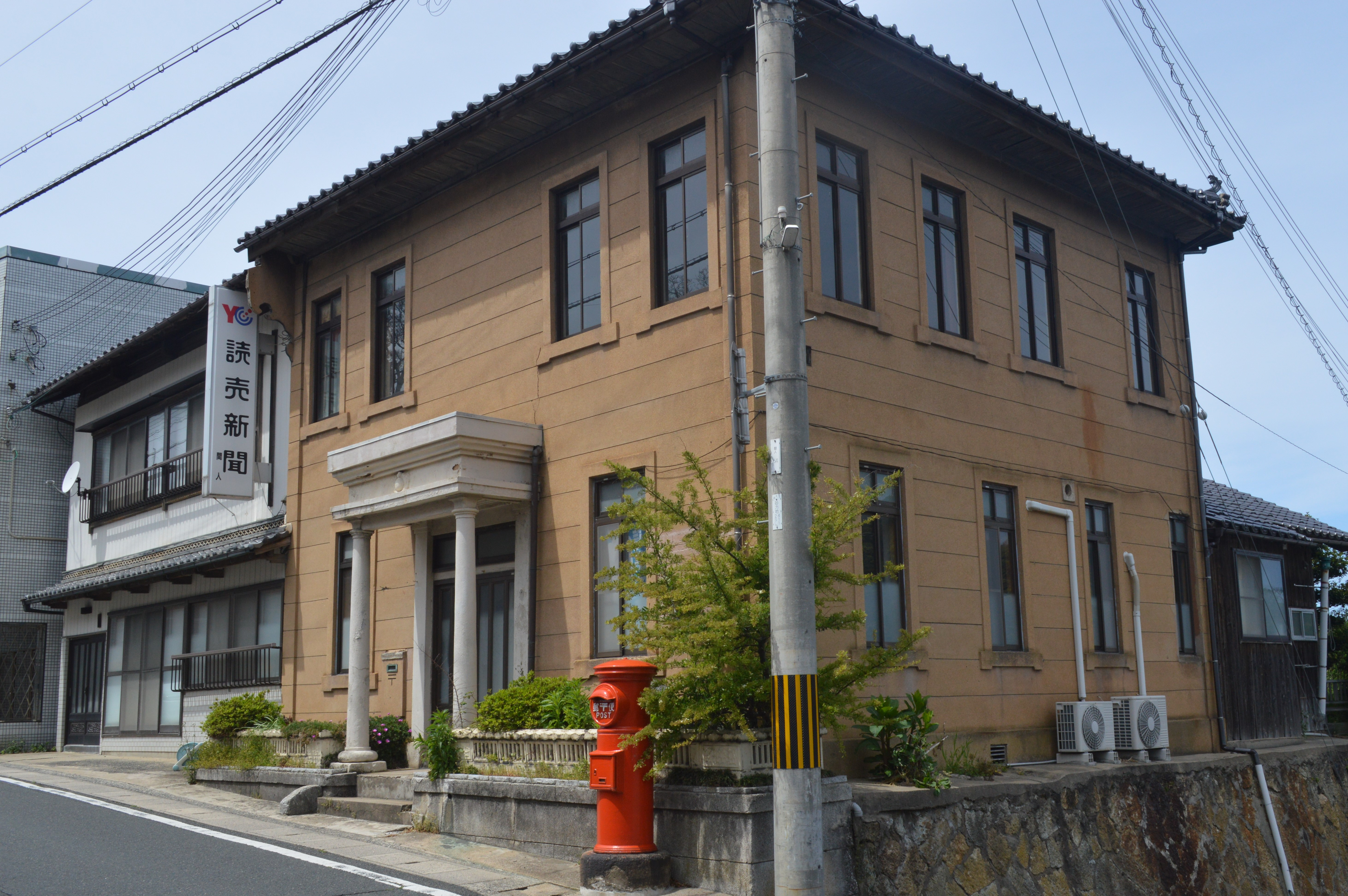
旧・間人郵便局

- 1880年（明治13年）8月 - 間人郵便局（五等）として開設[1]。
- 1885年（明治18年）10月1日 - 貯金取扱を開始。
- 1891年（明治24年）12月1日 - 為替取扱を開始。
- 1900年（明治33年）2月1日 - 間人郵便電信局となる。
- 1903年（明治36年）4月1日 - 通信官署官制の施行に伴い、間人郵便局となる。
- 1962年（昭和37年）4月1日 - 国際電報受付・配達および国内欧文電報受付・配達の各業務を、網野電報電話局に移管[2]。
- 1970年（昭和45年）12月4日 - 電話交換および和文電報配達業務を丹後町電報電話局に移管。
- 1988年（昭和63年）5月20日 - 風景入通信日付印の使用を開始。
- 1989年（平成元年）7月10日 - 中浜郵便局から集配業務を移管されるとともに、間人郵便局から丹後郵便局に改称。
- 2007年（平成19年）10月1日 - 民営化に伴い、併設された郵便事業峰山支店丹後集配センターに一部業務を移管。
- 2012年（平成24年）10月1日 - 日本郵便株式会社の発足に伴い、郵便事業峰山支店丹後集配センターを丹後郵便局に統合。

## 取扱内容
- 郵便、印紙、ゆうパック
- 貯金、為替、振替、振込、国際送金、国債
- 生命保険、バイク自賠責保険
- ゆうちょ銀行ATM
- 「627-02xx」区域（京丹後市の旧竹野郡丹後町域）の集配業務

## 周辺
- 京丹後市役所丹後庁舎（旧・丹後町役場）
- 京丹後市立間人小学校
- 京都府道672号間人港線
- 間人漁港
- 立岩
- 後ヶ浜海水浴場

## アクセス
- 丹海バス間人停留所下車
- 駐車場あり：4台